# Cztery Motory Europy

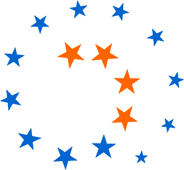
Logo grupy

Regiony-członkowie 4M

Cztery Motory Europy (ang. Four Motors for Europe, skr. 4M) – nieformalny, elitarny klub polityczno-ekonomiczny (grupa gospodarcza) skupiający europejskie regiony kojarzone z wytwarzaniem produktów wysokich technologii.
Powstały w 1988 klub tworzą następujące regiony: Badenia-Wirtembergia (Niemcy), Lombardia (Włochy), Katalonia (Hiszpania) oraz dawny Rodan-Alpy, obecnie Owernia-Rodan-Alpy (Francja). Celem jego powstania była wzajemna pomoc ułatwiająca tym regionom korzystanie z dobrodziejstw wspólnego rynku Unii Europejskiej. Założyciele wychodzili z założenie, że Unia niedostatecznie wiele uwagi poświęca regionom wysokorozwiniętym i trzeba promować ich interesy, wykorzystując siłę wspólnych strategii. Klub nie przyjmuje nowych członków, ale możliwe jest stowarzyszenie (np. Flandria, Walia i Quebec). Na forum grupy omawiane są wspólne stanowiska w sprawie kluczowych inicjatyw politycznych UE, a także innych stanowisk w różnych sprawach.
W chwili powstania cele stowarzyszenia były związane głównie z ekonomią i badaniami naukowymi, jak również sztuką i kulturą. W ciągu następnych dziesięcioleci obszary i poziom współpracy znacznie się rozszerzyły i obecnie obejmują także internacjonalizację regionów-członków.
Współpraca w ramach grupy opiera się na zasadzie elastyczności instytucjonalnej, a klub nie ma własnych władz ani budżetu. Rotacyjna prezydencja trwa około roku i kończy się spotkaniem prezydentów, będącym częścią przekazania prezydentury.